# 哈萨克斯坦的工业化进程
哈萨克斯坦的工业化是指在2010年至2022年期间，哈萨克斯坦为缩小与发达国家之间的经济差距，强力推动工业潜力的增长过程。

## 历史背景
1997年哈萨克斯坦总统努尔苏丹·纳扎尔巴耶夫首次在《哈萨克斯坦-2030发展纲要》中提出经济多元化的重要性时，明确表达了摆脱以资源型经济为主的生产结构的必要性：
“可持续增长将通过多元化生产力来实现。尽管在自由竞争和开放市场的环境下，我们的生产力和行业还在适应市场，但我们的产品（除了资源类产品）在全球市场上并不具备竞争力。我们越来越陷入重资源型经济结构的困境，而世界上所有发达和发展中国家的发展方向却正好相反。生产力衰退甚至倒退的结构是一个极其危险的因素，不能再被忽视。如果自由市场真的自由，它将在国内创造新的生产力。我们的目标是使哈萨克斯坦成为全球投资者眼中具有吸引力的投资地，并积极吸引投资者进入最重要的行业。”
2008年，哈萨克斯坦遭遇了经济大衰退影响。全国出口潜力下降，油价下降了四分之一，金属价格下降了约一半，哈萨克斯坦的本国货币——坚戈也大幅贬值。然而，在2009年，危机发生一年后，哈萨克斯坦经济依然增长了1.1%，且工业增长了1.7%。在此期间，哈萨克斯坦政府根据总统的指示，制定了《加快工业创新发展国家计划》以及工业化蓝图。总统要求政府聚焦七大优先发展领域：
1. 农业综合体及农业加工
2. 建筑工业与建材生产
3. 石油加工与石油天然气基础设施建设
4. 冶金工业及金属制成品生产
5. 化学、制药及国防工业的快速发展
6. 能源
7. 交通和电信基础设施的建设与发展

从2010年起，哈萨克斯坦开始实施2010至2014年间的首个五年工业化计划。在工业化蓝图的框架下，哈萨克斯坦推出了500多种新产品。例如，在机械制造领域，哈萨克斯坦的“图尔帕尔·塔尔戈”公司开始生产火车客运车厢，“机车制造厂”生产机车，“电力机车制造厂”生产电力机车，“普罗姆玛什公司”生产转辙器、交叉道岔和无缝轮，“萨里阿尔卡汽车工业”公司生产小规模组装的Ssang Yong Nomad、JAC、IVECO、现代、雪佛兰Niva等汽车，“卡马兹工程公司”生产卡车、翻斗车和特种车辆，“肯塔乌变压器厂”生产电力变压器，“卡尔斯克罗纳”生产泵设备和阀门，“梅克公司”生产矿山设备。
在《加快工业创新发展国家计划》实施的前五年中，共计划实施294个项目，总投资额达8.1万亿坚戈（占全国GDP的40%以上），预计创造161,000个常驻就业岗位，并在建设阶段创造207,000个工作岗位。
为了支持企业发展，政府提供了如低息贷款、租赁、创新及出口补助等多项支持措施。此外，在《加快工业创新发展国家计划》第二阶段，哈萨克斯坦还采取了吸引跨国公司进入加工行业、创造出口商品并推动哈萨克斯坦进入全球市场的策略。
工业化政策的推动使得哈萨克斯坦在2012年跻身全球GDP排名前50的国家。总体而言，实施工业化计划的多年中，哈萨克斯坦共开展了约1300个项目（主要集中在农业综合体、建筑工业和机械制造业等领域），投资额约为8万亿坚戈，创造了超过120,000个永久就业岗位。到2018年底，加工产业在工业中的占比由2010年的31.8%增加至36%，其在国内GDP中的比例为11.9%。